# Cervelló
Cervelló es un municipio de la comarca del Bajo Llobregat, provincia de Barcelona, Cataluña, España, forma parte del área metropolitana de Barcelona.
El municipio, con una extensión de 24,21 km², tiene un total de 9054 habitantes (INE 2019) y una densidad de población es de 370,51 habitantes por kilómetro cuadrado. Era conocido como Cervelló i la Palma hasta el 1998, cuando sufrió la secesión del pueblo de La Palma, que pasó a ser conocido como La Palma de Cervelló.

## Símbolos

### Escudo
El escudo de Cervelló se define por el siguiente blasón: Escudo losanjado: de oro, un ciervo de azur. Por timbre, una corona de barón.
Fue aprobado el 2 de noviembre de 1984. El ciervo de azur sobre campo de oro son las armas parlantes de los barones de Cervelló. De ahí también el tipo de timbre del escudo. Las armas de los barones de Cervelló también se pueden ver en el escudo de Vallirana, los cuales cogieron las armas intercambiando los esmaltes y colores. La nueva bandera fue aprobada el 14 de mayo de 2018 y publicada en el DOGC el 18 de mayo del mismo año con el número 7622.2018. La bandera oficial de Cervelló tiene la siguiente descripción: Bandera de proporciones dos de alto por tres de largo, amarilla, con el ciervo azul oscuro del escudo, de altura 2/6 de la del paño, en el centro.

## Geografía
Integrado en la comarca de Bajo Llobregat, se sitúa a 22 kilómetros de Barcelona. El término municipal está atravesado por la autovía autonómica B-24 y por la carretera nacional N-340, entre los pK 1230-1231 y 1238-1240. 
El término de Cervelló está emplazado sobre las estribaciones orientales de las sierras de Ordal, cerca del margen derecho del Llobregat. El principal eje hidrográfico del término es la riera de Cervelló, que conforma el valle de Cervelló. La altitud oscila entre los 653 metros (Puig de Aguilar), en plena Cordillera Litoral, en el extremo noroccidental, y los 50 metros a orillas de la riera de Cervelló. El pueblo se alza a 122 metros sobre el nivel del mar. 
| Noroeste: Gelida            | Norte: Corbera de Llobregat y La Palma de Cervelló | Nordeste: La Palma de Cervelló  |
| Oeste: Subirats y Vallirana |                                                    | Este: San Vicente dels Horts    |
| Suroeste: Vallirana         | Sur: Torrelles de Llobregat y Vallirana            | Sureste: Torrelles de Llobregat |

## Historia
Las primeras noticias sobre el castillo las encontramos el año 910, y con la baronía de Cervelló empieza el extenso linaje. 

## Demografía
Cervelló cuenta con una población de 9647 habitantes (INE 2024).
| Gráfica de evolución demográfica de Cervelló entre 1842 y 2021 |
| |
| Población de derecho según los censos de población del INE. Población de hecho según los censos de población del INE.En este censo se denominaba Cervelló, La Palma y San Pons: 1842. Entre el censo de 2001 y el anterior, disminuye el término del municipio porque independiza a La Palma de Cervelló. |

## Administración y política
En las elecciones municipales de mayo de 2023 PSC M'estimo Cervelló es la fuerza más votada con el 40,17% de los votos (1.530) y 6 concejales; seguido de ERC con el 34,55% (1.316 votos) y 5 concejales. Completan el consistorio 1 concejal del partido Sempre x Cervelló y 1 concejal por VOX.
El pleno de investidura volvió a situar a José Ignacio Aparicio Ciria (PSC) al frente del consistorio, siendo alcalde del mismo desde las elecciones de 2015.

## Monumentos y lugares de interés
Dentro del término municipal destaca la antigua iglesia parroquial románica siglo XI, hoy conocida como Santa María. La iglesia parroquial de Sant Esteve de Cervelló obra de Antoni M. Gallissà (1896-1908), las ruinas del castillo de Cervelló, el Mas Pitarra, Can Guitart -obra de Josep Oriol Mestres, el Pont del Lledoner -patrimonio que se comparte con Vallirana-, masías y el Monasterio de Sant Ponç de Corbera -priorato benedictino-, entre otros. En la zona del Macizo del Garraf-Ordal destacan las cuevas i simas.